# Hans-Ulrich Ernst (Militär)

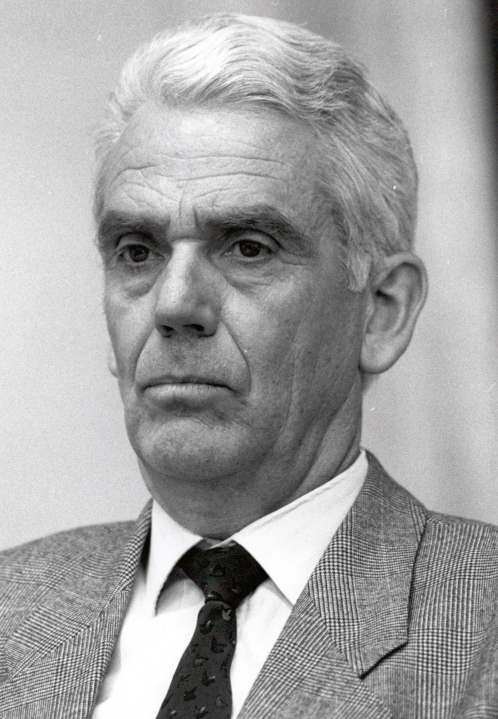
Hans-Ulrich Ernst (1992)

Hans-Ulrich Ernst (* 22. Januar 1933 in Zürich; † 19. März 2019 in Bern; heimatberechtigt in Burgergemeinde Bern und Aarau) war ein Schweizer Jurist, Beamter und Brigadier. Er war Mitglied der BGB/SVP.

## Leben
Hans-Ulrich Ernst war Sohn des militärischen und strategischen Vordenkers Alfred Ernst und der Bruder der SP-Nationalrätin Ursula Bäumlin-Ernst. Er studierte an der Universität Bern Rechtswissenschaft und assistierte in Washington, D.C., an der Georgetown University. Danach arbeitete er als Gerichtsschreiber am Obergericht des Kantons Bern und waltete ab 1960 als Rechtsanwalt.
Von 1963 bis 1979 arbeitete er im Eidgenössischen Finanzdepartement und war von 1979 bis 1996 Generalsekretär des Eidgenössischen Militärdepartements, wo er „massgeblich an der Ausarbeitung der ‚Armee 95‘ und der ‚Armee XXI‘ beteiligt“ war.
Er kommandierte das Infanterieregiment 15 und anschliessend die Grenzbrigade 11.